# Niederburg (Kranichfeld)
Koordinaten: 50° 51′ 14,1″ N, 11° 12′ 16,1″ O

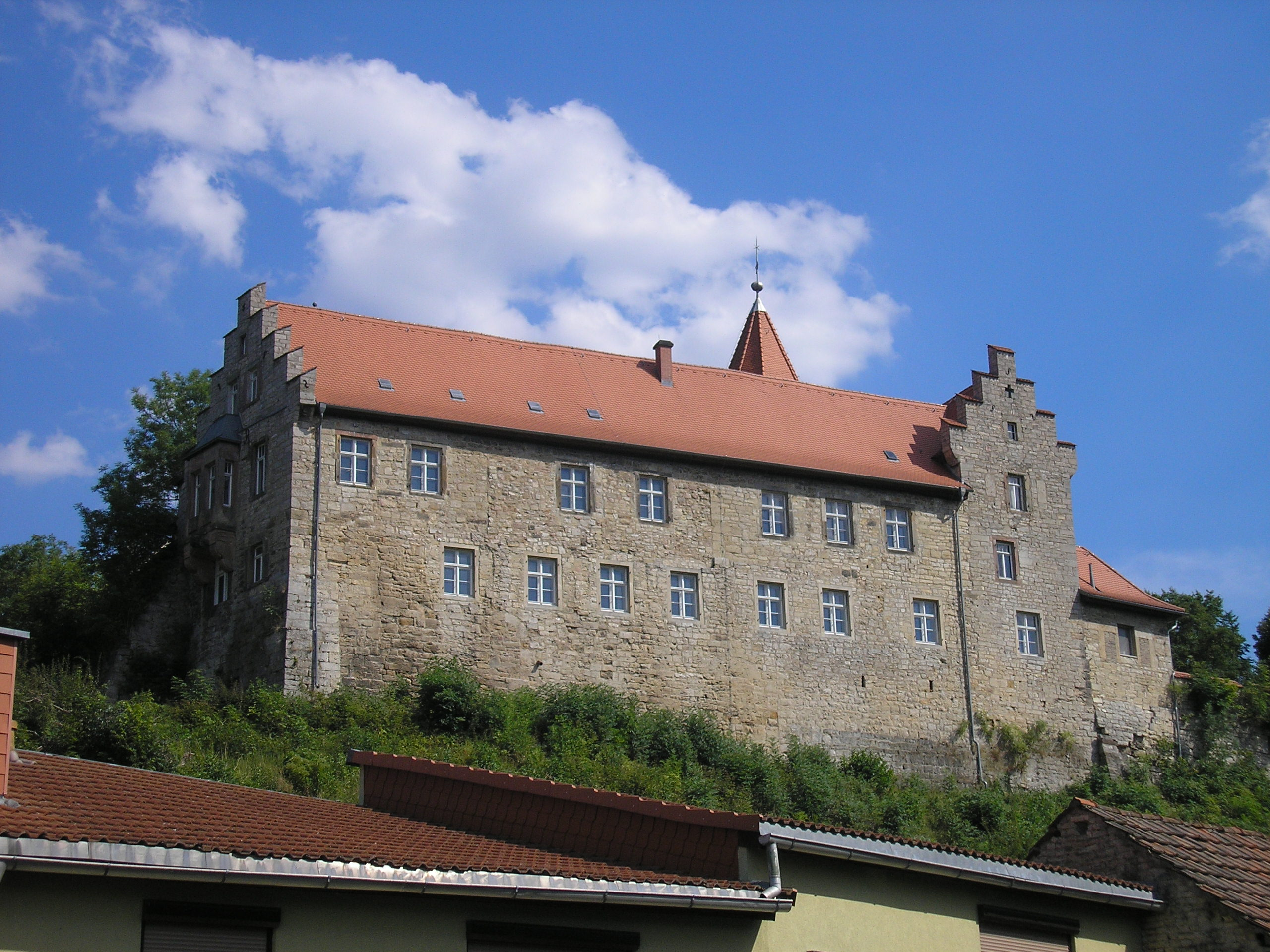
Niederburg

Die Niederburg ist eine der beiden Burgen der thüringischen Stadt Kranichfeld.

## Beschreibung
Die Höhenburg liegt auf einem Bergsporn rechtsseitig über dem Flussbett der Ilm am östl. Ortsrand der Stadt. Sie verfügte über eine außerordentlich große Vorburg versehen mit großen Wällen und Gräben und mehreren Türmen.

## Bedeutung
Kranichfeld lag an einer wichtigen Fernhandelsstraße, der sog. „Böhmischen Straße“ nach Eger und Prag. Sie verlief hier, von Erfurt kommend, über Klettbach, Tonndorf, durch die ehemalige Kranichfelder Ilmfurt, vorbei an der Kranichfelder Kirche auf das „Gebirge“ nach Rittersdorf und Haufeld und dann nach Teichel, wo sie die von Mansfeld kommende über Blankenhain, Hochdorf und Rudolstadt nach Nürnberg verlaufende „Nürnberger- oder Kupferstraße“ erreichte.

## Geschichte
| 1143      | Kranichfeld urkundlich |
| 1147      | Sitz einer Seitenlinie der Gf. von Käfernburg-Schwarzburg |
| 1233      | erste urkundliche Erwähnung als Pfandbesitz der Gf. von Schwarzburg |
| 1275      | Zerstörung |
| danach    | Wiederaufbau |
| 1385      | Aussterben der Kranichfelder in der männlichen Linie |
| 1389      | nach der Heirat von Margareta, der Erbin von Kranichfeld, Belehnung des Alberts III. von Kirchberg mit der Burg (= Hauptsitz der Burggrafen von Kirchberg-Kranichfeld) |
| 1455      | Burg an die Gf. von Gleichen-Blankenhain |
| 1454/55   | nach dem Verkauf der Kirchbergschen Besitzungen politisch-rechtliche Teilung des Ortes / Die Grenze verlief mitten durch die Stadt, durchquerte Straßen, Häuser und Wohnstuben. (Die Geschichte wiederholte sich nach '45 ähnlich in Berlin.)                                                            |
| danach    | häufiger Besitzwechsel |
| 16. Jh.   | Umbau zum Schloß |
| 1571      | Gf. Karl III. von Gleichen-Blankenhain heiratet Felicitas von Hohenlohe-Waldenburg und erhält Unterkranichfeld als Wittum |
| 1607      | wurde schließlich Gf. Wolfgang von Hohenlohe-Weikersheim die Herrschaft Niederkranichfeld eingeräumt |
| 1611      | Kauf der Herrschaft Niederkranichfeld durch die Gf. Kraft VII. von Hohenlohe-Neuenstein und Philipp Ernst von Hohenlohe-Langenburg von ihrer Mutter, Gfn. Magdalena von Hohenlohe-Weikersheim (GL 30 Bü 13)                                                                                              |
| 1.11.1619 | heiratete Freiherr Georg von Mörsberg und Beffort durch die Ehe mit Gfn. Dorothea Susanna v. Gleichen in das Erbe derer von Gleichen ein, er wurde jedoch wegen Pfandrechten nicht mit der Burg belehnt (= thüringische Linie der elsässischen „Herren von Mörsberg“)                                    |
| 1622      | Verhandlungen der Gf. von Hohenlohe mit Gf. Carl Günther von Schwarzburg über Verpachtung der Herrschaft Niederkranichfeld (GL 30 Bü 15) |
| 1627      | kam Unterkranichfeld mit dem Tod Gf. Volrad und dem Aussterben der Linie von Gleichen-Blankenhain an die Gf. von Hohenlohe |
| 1631      | nach dem Aussterben der Gf. von Gleichen kam die Herrschaft Niederkranichfeld an den vom obersten Lehnsherrn, dem Mainzer Bhf., favorisierten Gf. v. Hatzfeld, der die Ansprüche des Gf. von Mörsberg – die Herren von Mörsberg wurden 1632 in den Grafenstand erhoben – anderweitig entschädigen musste |
| 1647      | Niederkranichfeld nach langen und fruchtlosen Auseinandersetzungen den Gf. von Mörsberg zugesprochen, die es bereits 1631 in Besitz genommen hatten |
| 1651      | Gfn. Anna Sophia von Schwarzburg-Rudolstadt erwirkte das Stadtrecht für beide Ortsteile |
| 1675–1794 | waren die Grafen von Hatzfeld Besitzer von Unterkranichfeld mit der Niederburg |
| 1803      | kam die untere Herrschaft an Preußen |
| 1806–1813 | gehörte Niederkranichfeld zur Republik Frankreich |
| 1815      | an das Großherzogtum Sachsen-Weimar-Eisenach |
| 1818      | Niederburg durch die Regierung in Weimar dem Förster Mey und dem Zimmermann Witzmann verkauft |
| …         | … |
| 1906      | Johanna Rauchfuß, die neue Besitzerin, gestaltet die Burg im romantischen Stil des Historismus um |
| 1912      | Unterkranichfeld an das Herzogtum Sachsen-Meiningen (→ beide Herrschaften wieder in einer Hand, was die Doppelherrschaft über den Ort beendete) |
| 1953      | Bau der Freilichtbühne |
| 1961      | unter Denkmalschutz gestellt |
| 1976      | Nutzung als Ferienobjekt und Burggaststätte es FDGB |
| 1989      | im Zuge der Privatisierung wird die Stadt Kranichfeld der Eigentümer |
| 1994      | Erbbaurechtsvertrag mit der ortsansässigen Firma Mühl Product Service, Nutzung als Repräsentationsobjekt, Kultur- und Weiterbildungsstätte |
| 1998/99   | Sanierungsarbeiten am Veranstaltungsgelände |
| 2002      | nach der Insolvenz des Pächters Rückführung an die Stadt – Nutzung für Veranstaltungen, Weiterbildung, Jubiläen und Terrassen Café |
| 2004      | Adler- und Falkenhof Schütz in der Vorburg, dem sog. Planhof |
| 2008      | Sanierung des Rosengartens |